# Peterskirche (Weida)

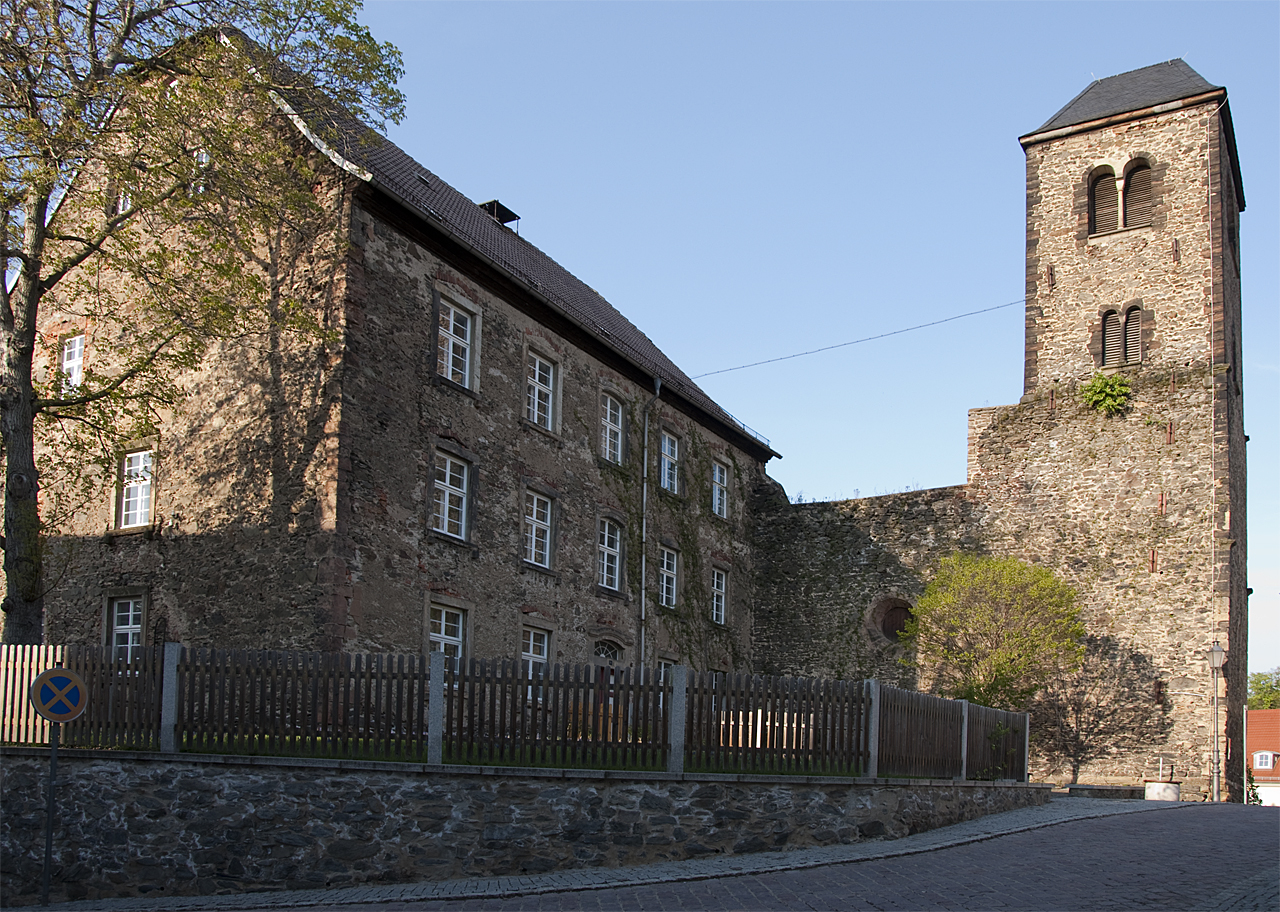
Weida, Peterskirche

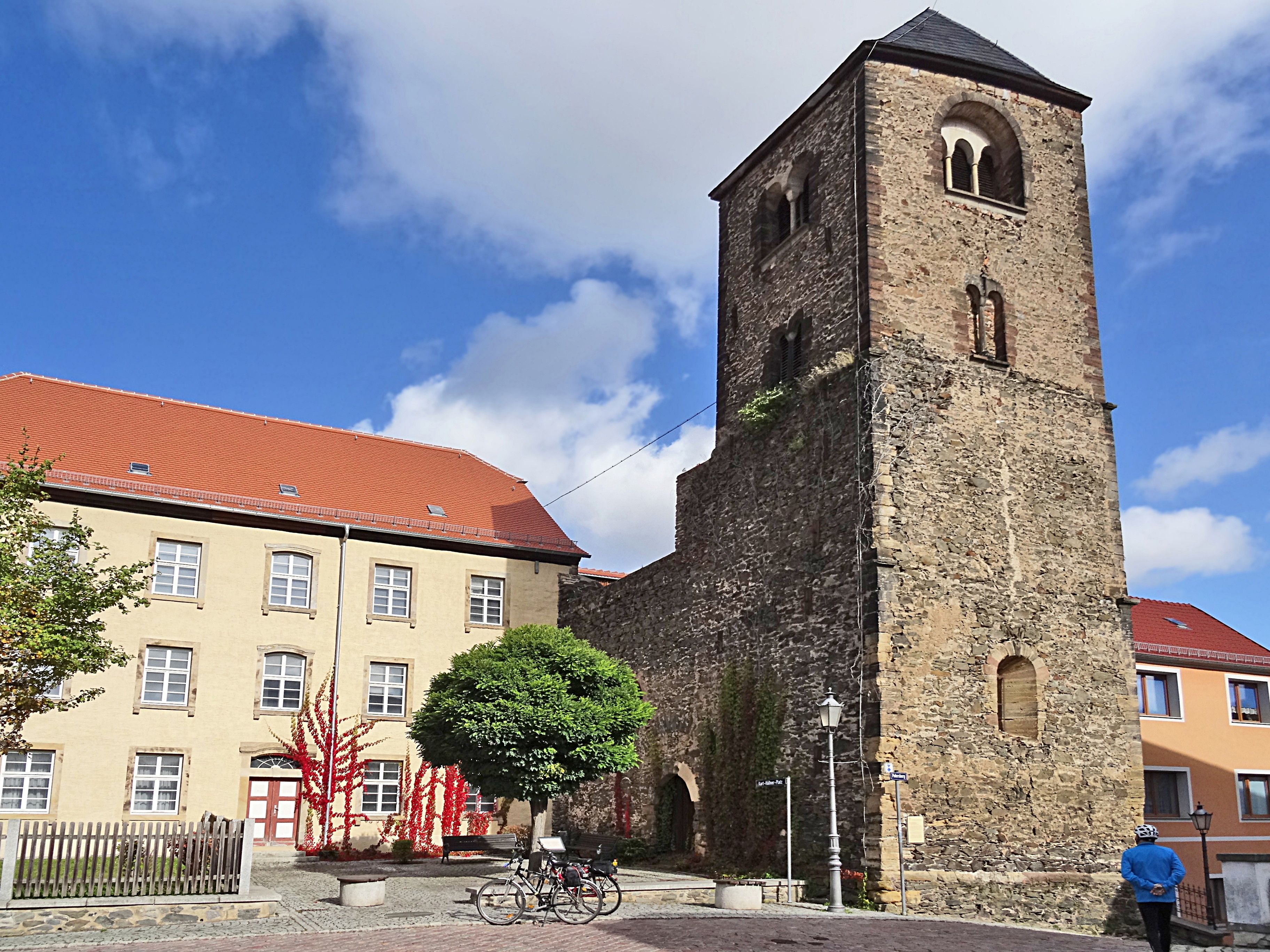
Turmansicht

Die ehemalige Peterskirche steht in der Stadt Weida im Landkreis Greiz in Thüringen.

## Geschichte
Die Peterskirche in Weida wurde 1267 in Zusammenhang mit der Nennung eines Katharinenaltars erstmals erwähnt. Der romanische Kirchenbau, dem heiligen Petrus geweiht, hatte Ende des 12. Jahrhunderts wie die heute als Ruine erhaltene Widenkirche zwei Türme. Einer der Türme trug ein gotisches Spitzdach. Ein Vorgängerbau wurde aus unbekannten Gründen abgerissen und die einstmals gotische Kirche wurde bei Erhaltung der romanischen Turmgruppe auf ihrem heutigen eigenwilligen Grundriss neu erbaut. Die Gründe für die Wahl des in dieser Form seltenen T-förmigen Grundrisses mit Türmen südlich des Kirchenschiffes sind nicht bekannt.
1267 beurkunden die Vögte von Weida, Heinrich von Plauen und Heinrich von Gera, die Stiftung des St.-Katharinen-Altars in der Peterskirche zu Neustadt-Weida durch den Pfarrer Sibot und bestätigen als Lehnsherren die Dotierung des Altars mit Gütern zu Kunsdorf (Groß- und Kleinkunsdorf), Schömberg, Neundorf, Bocka (Groß- und Kleinbocka) und in der Stadt Weida. Sie wurde 1296 dem Patronat des Dominikanerinnenklosters unterstellt. Im Dreißigjährigen Krieg wurde die Kirche zerstört und ist seitdem eine Ruine.
Nach der Reformation wurde auf den Grundmauern des Kirchenschiffes ein Schulgebäude errichtet. 1829 wurde der Nordturm abgetragen. Der Südturm trägt noch heute die Kirchenglocken. Unter der Kirche befindet sich eine Krypta, die noch teilweise zugänglich ist.
Vor der Reformation war diese Kirche die Stadtkirche der Neustadt. Nach der Reformation wurde die ehemalige Klosterkirche der Franziskaner in der Stadt zur einzigen Pfarrkirche und Stadtkirche erhoben. Die hier beschriebene Peterskirche und die Stadtkirche der Altstadt (Widenkirche) verloren ihre Bedeutung für die Stadt. Später wurde sie als Schule und Wohnhaus sowie auch als Denkmal genutzt. 2020 wurde das auf dem ehemaligen Kirchenschiff errichtete Gebäude unter Aspekten des Denkmalschutzes gesichert und von außen saniert.